# Paul Stolze
Paul Stolze (* 1. Mai 1874 in Dienstedt; † 7. November 1958 in Weimar) war ein deutscher Jurist, Ministerialbeamter, Finanzminister und Politiker (DVP).

## Leben und Wirken
Stolze wurde als Sohn eines Pfarrers geboren. Nach dem Abitur 1895 studierte er bis 1898 Rechtswissenschaften in Berlin, Leipzig, München und Jena. Nach der Promotion an der Universität Jena folgte, unterbrochen vom Militärdienst als Einjährig-Freiwilliger, vom Juli 1898 bis Juni 1903 der juristische Vorbereitungsdienst in Roda, Eisenberg und Altenburg mit der zweiten juristischen Staatsprüfung in Jena als Abschluss.
Zuerst arbeitete Stolze drei Monate als Assessor am Amtsgericht Schmölln, bis Ende 1905 als Hilfsrichter an zwei Amtsgerichten, danach als Hilfsarbeiter am Amtsgericht Ronneburg und schließlich ab Oktober 1907 am Landratsamt Roda als Regierungsassessor. Anfang 1909 wurde er nach Altenburg in das Herzogliche Ministerium versetzt, wo er zuerst als Hilfsarbeiter und ab Oktober 1911 als Vortragender Rat tätig war. Ab Mai 1918 nahm Stolze als Offizier am Ersten Weltkrieg teil. Im Oktober 1920 folgte die Versetzung nach Weimar in das Thüringische Finanzministerium, wo er innerhalb von dreieinhalb Jahren vom Regierungsrat zum Ministerialrat aufstieg.
Am 24. Februar 1924 wurde Stolze beamteter Staatsminister für Finanzen in der thüringischen Landesregierung unter Leitung von Richard Leutheußer. Aufgrund einer Personalfrage schied er nach zwei Monaten am 25. April 1924 aus und arbeitete als Ministerialdirektor wieder im Finanzministerium. Von 1925 bis 1930 war er Steuersyndikus bei der Mittelthüringischen Industrie- und Handelskammer Weimar und ab März 1930 bis August 1933 wieder als Ministerialdirektor im Finanzministerium tätig. Nebentätigkeiten hatte er als Staatskommissar und Verwaltungsratsvorsitzender der Thüringischen Staatsbank und Verwaltungsratsvorsitzender der Thüringischen Landeshypothekenbank.
Mitglied der Deutschen Volkspartei war Stolze zwischen 1928 und 1931, am 1. Mai 1933 trat er in die NSDAP ein. Am 1. September 1933 wurde er zum Staatssekretär im Finanz- und Wirtschaftsministerium ernannt. Dieses Amt hatte er bis zu seinem Ruhestand am 1. Mai 1939 inne. Vom 20. April 1938 bis zum 12. April 1945 trug Stolze den Titel „Staatsrat“ der thüringischen Landesregierung.
Zwischen Juli und August 1945 kam Stolze in Weimar auf Veranlassung des Thüringer Regierungspräsidenten Hermann Brill in Haft. Nach seiner Entlassung lebte er als Rentner in Weimar.